# Championnats du monde de course en ligne de canoë-kayak de 1999
Navigation
Édition précédente Édition suivante
Les trentièmes championnats du monde de course en ligne de canoë-kayak se sont déroulés à Milan (Italie) en 1999.

## Podiums

### Hommes

#### Canoe
| Epreuve    | Or                                                                          | Temps | Argent                                                               | Temps | Bronze                                                                | Temps |
| C-1 200 m  | Maxim Opalev (RUS)                                                          |       | Martin Doktor (CZE)                                                  |       | Slavomir Knazovicky (SVK)                                             |       |
| C-1 500 m  | Maxim Opalev (RUS)                                                          |       | Martin Doktor (CZE)                                                  |       | Andreas Dittmer (GER)                                                 |       |
| C-1 1000 m | Maxim Opalev (RUS)                                                          |       | Andreas Dittmer (GER)                                                |       | Martin Doktor (CZE)                                                   |       |
| C-2 200 m  | Russie Konstantin Fomichev Aleksandr Artemida                               |       | Pologne Daniel Jedraszsko Pawel Bereszkiewicz                        |       | Allemagne Thomas Zereske Christian Gille                              |       |
| C-2 500 m  | Pologne Daniel Jedraszsko Pawel Bereszkiewicz                               |       | Hongrie Imre Pulai Ferenc Novák                                      |       | Russie Aleksandr Kovalyov Aleksandr Kostoglod                         |       |
| C-2 1000 m | Russie Aleksandr Kovalyov Aleksandr Kostoglod                               |       | Cuba Ibrahim Rojas Leobaldo Pereira                                  |       | Allemagne Patrick Schulze Peter John                                  |       |
| C-4 200 m  | Russie Roman Krugylakov Vladimir Ladocha Konstantin Fomichev Andrey Kabanov |       | Tchéquie Petr Procházka Jan Brecka Petr Fuksa Kari Kozisek           |       | Roumanie Mitică Pricop Ionel Averian Gheorghe Andriev Florin Popescu  |       |
| C-4 500 m  | Russie Roman Krugylakov Vladimir Ladocha Konstantin Fomichev Andrey Kabanov |       | Roumanie Mitică Pricop Ionel Averian Gheorghe Andriev Florin Popescu |       | France Yannick Lavigne Jean-Gilles Grare Mathieu Goubel Sylvain Hoyer |       |
| C-4 1000 m | Russie Ignat Kovalev Konstantin Fomichev Aleksey Volkonskiy Andrey Kabanov  |       | Roumanie Mitică Pricop Ionel Averian Iosif Anisim Samil Grigoe       |       | Hongrie Csaba Horváth Béla Belicza Csaba Hüttner György Kozmann       |       |

#### Kayak
| Epreuve    | Or                                                                | Temps | Argent                                                              | Temps | Bronze                                                                      | Temps |
| K-1 200 m  | Michael Kolganov (ISR)                                            |       | Oleskey Slivinskiy (UKR)                                            |       | Ronald Rauhe (GER)                                                          |       |
| K-1 500 m  | Ákos Vereckei (HUN)                                               |       | Petar Merkov (BUL)                                                  |       | Grzegorz Kotowicz (POL)                                                     |       |
| K-1 1000 m | Lutz Liwowski (GER)                                               |       | Knut Holmann (NOR)                                                  |       | Torsten Tranum (DEN)                                                        |       |
| K-2 200 m  | Hongrie Vince Fehérvári Robert Hegedus                            |       | Russie Roman Zarubin Aleksandr Ivannik                              |       | Pologne Marek Twardowski Adam Wysocki                                       |       |
| K-2 500 m  | Pologne Marek Twardowski Adam Wysocki                             |       | Hongrie Botond Storcz Gábor Horváth                                 |       | Australie Daniel Collins Andrew Trim                                        |       |
| K-2 1000 m | Slovaquie Michal Riszdorfer Juraj Bača                            |       | Pologne Marek Twardowski Adam Wysocki                               |       | Allemagne Jan Schäfer Olaf Winter                                           |       |
| K-4 200 m  | Hongrie Gyula Kajner Vince Fehérvári István Bée Robert Hegedus    |       | Pologne Piotr Markiewicz Marek Twardowski Adam Wysocki Pawel Lakomy |       | Russie Anatoliy Tishchenko Andrey Shchegolikhin Oleg Gorobiy Vitaliy Gankin |       |
| K-4 500 m  | Allemagne Torsten Gutsche Mark Zabel Björn Bach Stefan Ulm        |       | Russie Andrey Tissin Vitaliy Gankin Aleksandr Ivannik Roman Zarubin |       | Hongrie Zoltán Kammerer Botond Storcz Ákos Vereckei Gábor Horváth           |       |
| K-4 1000 m | Hongrie Zoltán Kammerer Botond Storcz Ákos Vereckei Gábor Horváth |       | Allemagne Torsten Gutsche Mark Zabel Björn Bach Stefan Ulm          |       | Roumanie Sorin Petcu Vasile Curuzan Marian Sîrbu Romică Şerban              |       |

### Femmes

#### Kayak
| Epreuve    | Or                                                             | Temps | Argent                                                                      | Temps | Bronze                                                                         | Temps |
| K-1 200 m  | Caroline Brunet (CAN)                                          |       | Josefa Idem (ITA)                                                           |       | Rita Köbán (HUN)                                                               |       |
| K-1 500 m  | Caroline Brunet (CAN)                                          |       | Josefa Idem (ITA)                                                           |       | Rita Köbán (HUN)                                                               |       |
| K-1 1000 m | Caroline Brunet (CAN)                                          |       | Josefa Idem (ITA)                                                           |       | Katalin Kovács (HUN)                                                           |       |
| K-2 200 m  | Espagne Izaskun Aramburu Beatriz Manchón                       |       | Pologne Beata Sokołowska-Kulesza Aneta Pastuszka                            |       | Hongrie Rita Köbán Eva Laky                                                    |       |
| K-2 500 m  | Pologne Beata Sokołowska-Kulesza Aneta Pastuszka               |       | Canada Caroline Brunet Karen Furneaux                                       |       | Hongrie Katalin Kovács Szilvia Szabó                                           |       |
| K-2 1000 m | Australie Anna Wood Katrin Borchert                            |       | Allemagne Manuela Mucke Katrin Wagner                                       |       | Hongrie Kinga Bota Andrea Barosci                                              |       |
| K-4 200 m  | Hongrie Katalin Kovács Erzsébet Viski Szilvia Szabó Rita Köbán |       | Russie Natalya Gouily Yelena Tissina Larissa Peisakhovich Tatyana Tischenko |       | Pologne Beata Sokołowska-Kulesza Aneta Pastuszka Agata Piszcz Aneta Michalak   |       |
| K-4 500 m  | Hongrie Katalin Kovács Erzsébet Viski Szilvia Szabó Rita Köbán |       | Allemagne Birgit Fischer Anett Schuck Manuela Mucke Katrin Wagner           |       | Pologne Beata Sokołowska-Kulesza Aneta Pastuszka Aneta Michalak Joanna Skowron |       |

## Tableau des médailles
| Rang  | Nation    | Or | Argent | Bronze | Total |
| ----- | --------- | -- | ------ | ------ | ----- |
| 1     | Russie    | 8  | 3      | 2      | 13    |
| 2     | Hongrie   | 6  | 2      | 8      | 16    |
| 3     | Pologne   | 3  | 4      | 4      | 11    |
| 4     | Canada    | 3  | 1      | 0      | 4     |
| 5     | Allemagne | 2  | 4      | 5      | 11    |
| 6     | Australie | 1  | 0      | 1      | 2     |
| 7     | Slovaquie | 1  | 0      | 1      | 2     |
| 8     | Israël    | 1  | 0      | 0      | 1     |
| 9     | Espagne   | 1  | 0      | 0      | 1     |
| 10    | Tchéquie  | 0  | 3      | 1      | 4     |
| 11    | Italie    | 0  | 3      | 0      | 3     |
| 12    | Roumanie  | 0  | 2      | 2      | 4     |
| 13    | Bulgarie  | 0  | 1      | 0      | 1     |
| 14    | Cuba      | 0  | 1      | 0      | 1     |
| 15    | Norvège   | 0  | 1      | 0      | 1     |
| 16    | Ukraine   | 0  | 1      | 0      | 1     |
| 17    | Danemark  | 0  | 0      | 1      | 1     |
| 18    | France    | 0  | 0      | 1      | 1     |
| Total | Total     | 26 | 26     | 26     | 78    |